# ルドルフ2世 (オーストリア公)
ルドルフ2世（Rudolf II., 1270年 - 1290年5月10日）は、ローマ王ルドルフ1世の息子でアルブレヒト1世の弟。一時オーストリア公およびシュタイアーマルク公位を授けられ、兄アルブレヒトの名目上の共同統治者であった（在位：1282年 - 1283年）。

## 生涯
1282年クリスマスに、父ルドルフ1世より兄アルブレヒトとともにオーストリア、シュタイアーマルクおよびクラインの共同統治者とされた。しかしオーストリアにおける共同統治は異例のことであったため、翌1283年6月1日、「ラインフェルデンの契約」により兄アルブレヒトが単独でこれらを支配することとなり、ルドルフは領土もしくは金銭によりその補償を受けることになった。
1289年にボヘミア王オタカル2世の娘アグネス（1269年 - 1296年）と結婚し、子のヨハンをもうけたが、その誕生と前後して早世した。そのヨハンは18年後の1308年に伯父アルブレヒト1世を殺害し、ヨハン・パリツィーダ（parricida（パリチーダとも）は尊属殺の意味）と呼ばれた。ヨハンの犯行の原因は「ラインフェルデンの契約」において決められていた賠償の不履行にあった。